# 太田市立縁切寺満徳寺資料館

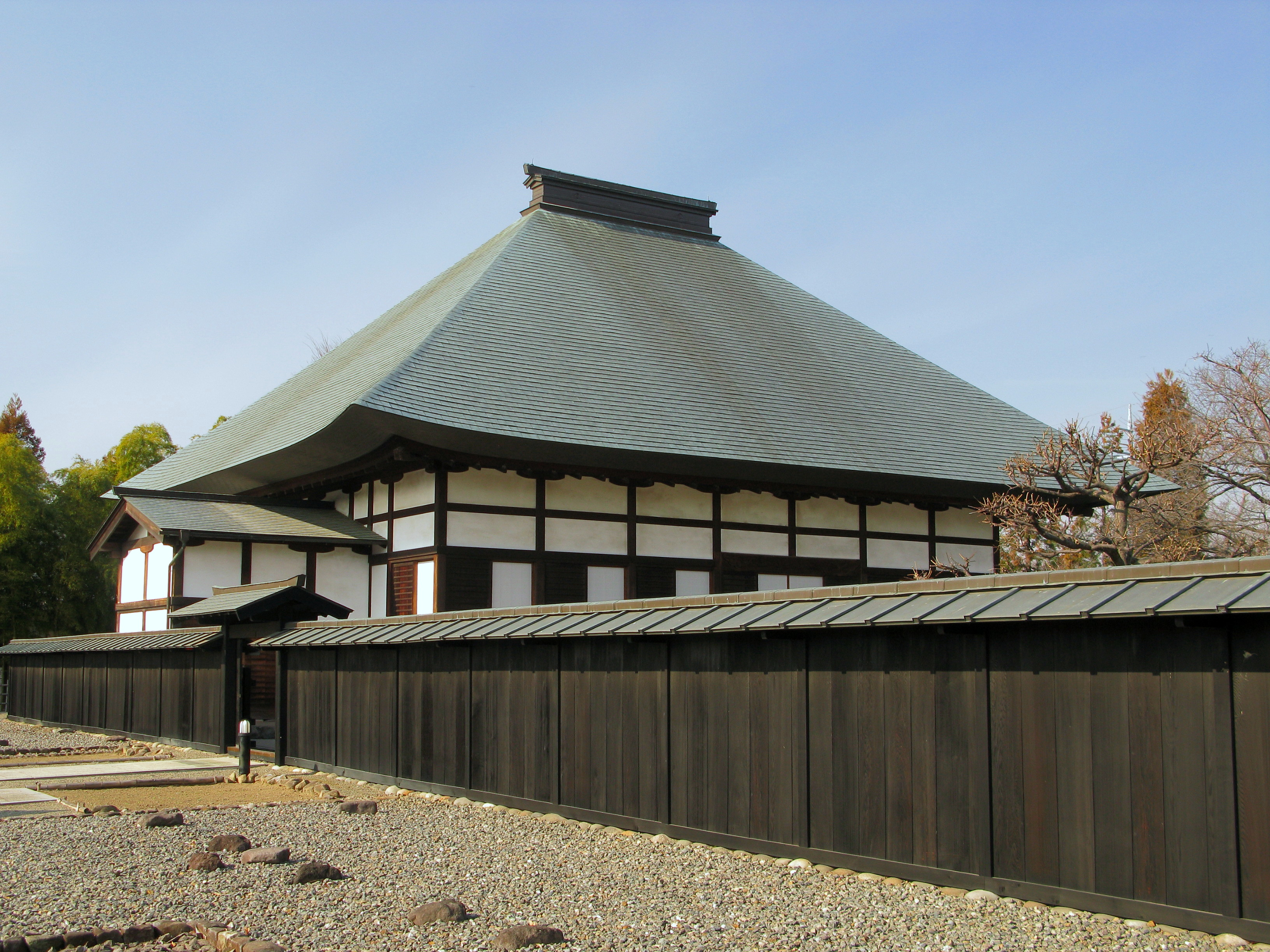
満徳寺遺跡公園の復元本堂

太田市立縁切寺満徳寺資料館（おおたしりつえんきりでらまんとくじしりょうかん）は、群馬県太田市徳川町にある資料館である。

## 概要
縁切寺といわれた満徳寺の跡地に建てられた。施設内には「縁切り厠」という名称で、黒と白の和式便器がそれぞれ設置されている。（※注：トイレではないので用足しは厳禁）

## 交通

### 自動車
- 北関東自動車道伊勢崎インターチェンジより約15分[2]
- 東北自動車道館林インターチェンジより約50分

### 電車
- 東武伊勢崎線世良田駅より徒歩約35分（1.71km）
- JR東日本高崎線・深谷駅よりタクシーで約20分